# Hospital Universitario de Giessen y Marburgo

El Hospital Universitario de Giessen y Marburg (Universitätsklinikum Gießen und Marburg GmbH) es un hospital universitario alemán situado en Giessen y Marburg. 
El sitio Giessen es el hospital de enseñanza  de la Universidad de Giessen, mientras que el sitio de Marburgo es el hospital de enseñanza  de la Universidad de Marburgo. Es uno de los hospitales más grandes en Alemania.

## Camas y UCI
En total  tiene 2285 camas, de las cuales 1145 en Giessen y 1140 en Marburgo.
Antes de que la pandemia de coronavirus se extendiera por Alemania, el Hospital Universitario de Giessen tenía 173 camas de cuidados intensivos equipadas con ventiladores. Tras el inicio de la pandemia, el hospital se apresuró a crear 40 camas adicionales y aumentó el personal que estaba en espera para trabajar en cuidados intensivos hasta en un 50 por ciento.
En toda Alemania, los hospitales han ampliado sus capacidades de cuidados intensivos. Y comenzaron desde un nivel alto. En enero de 2020, Alemania tenía unas 28 000 camas de cuidados intensivos equipadas con ventiladores, o 34 por 100 000 personas. En comparación, esa tasa es 12 en Italia, las 9,7 de España y las 7 en los Países Bajos. En este momento, hay 40 000 camas de cuidados intensivos disponibles en Alemania.

## Galería

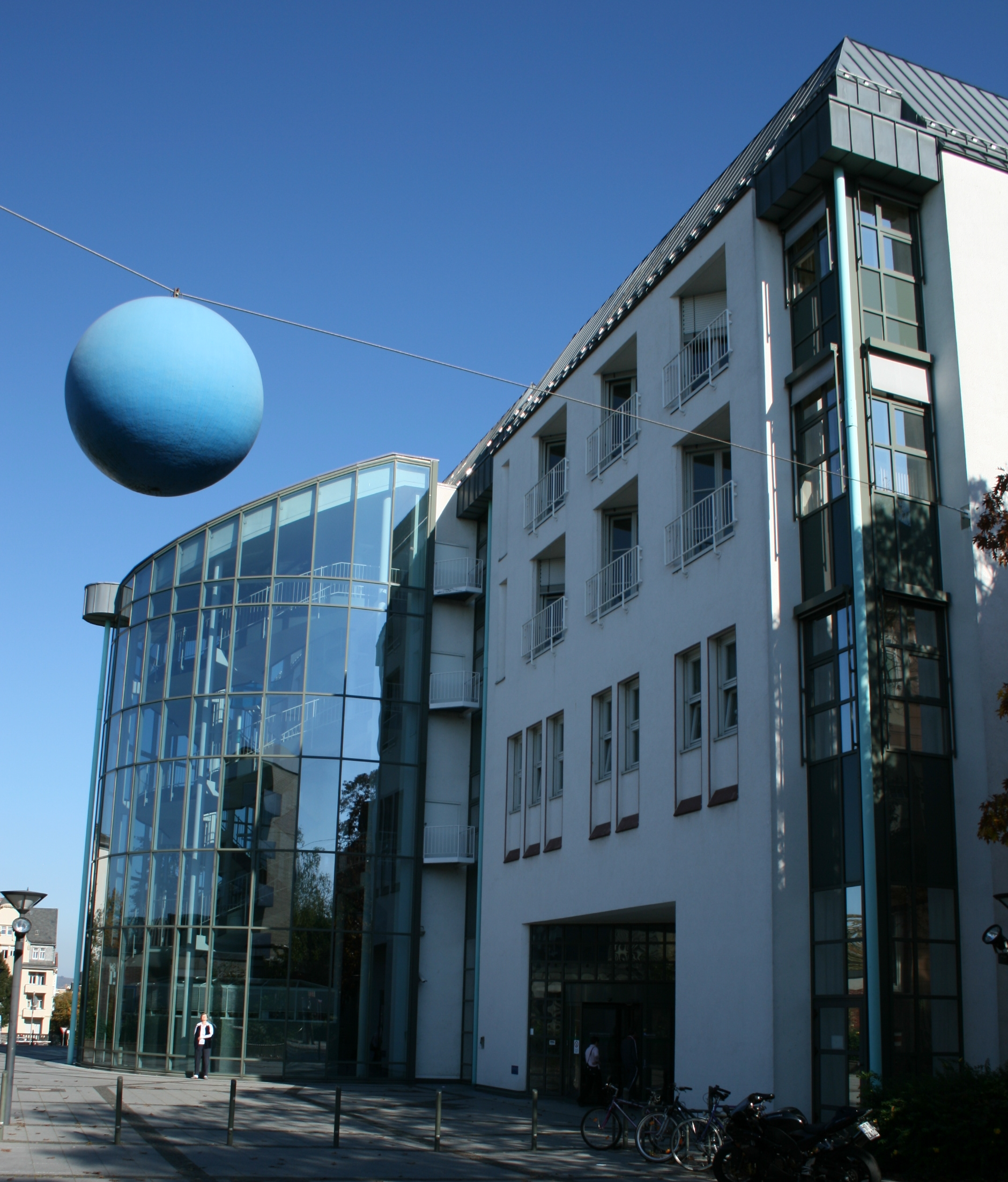
Edificio de cirugía, sede Giessen
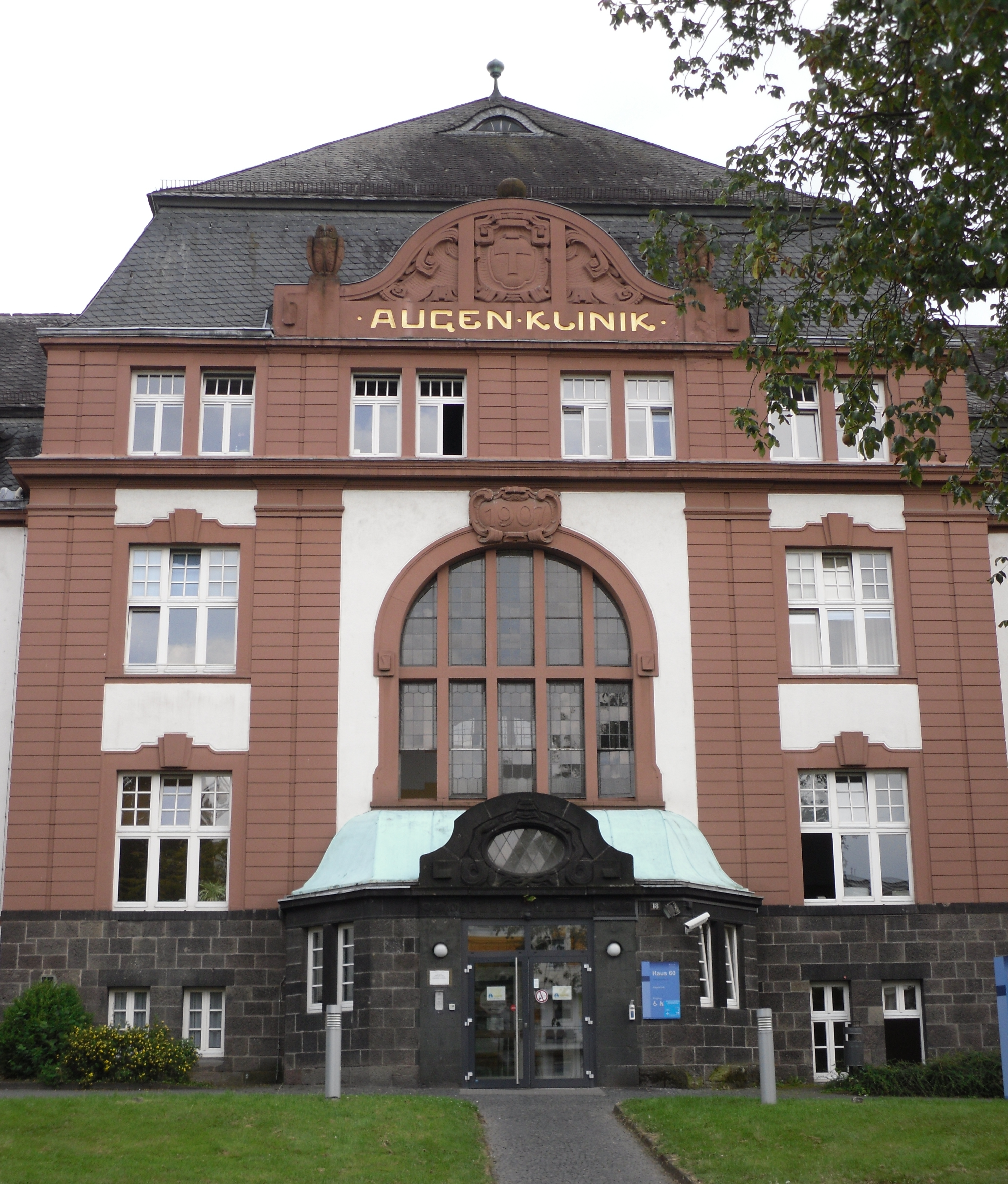
Clínica de ojo, sede Giessen
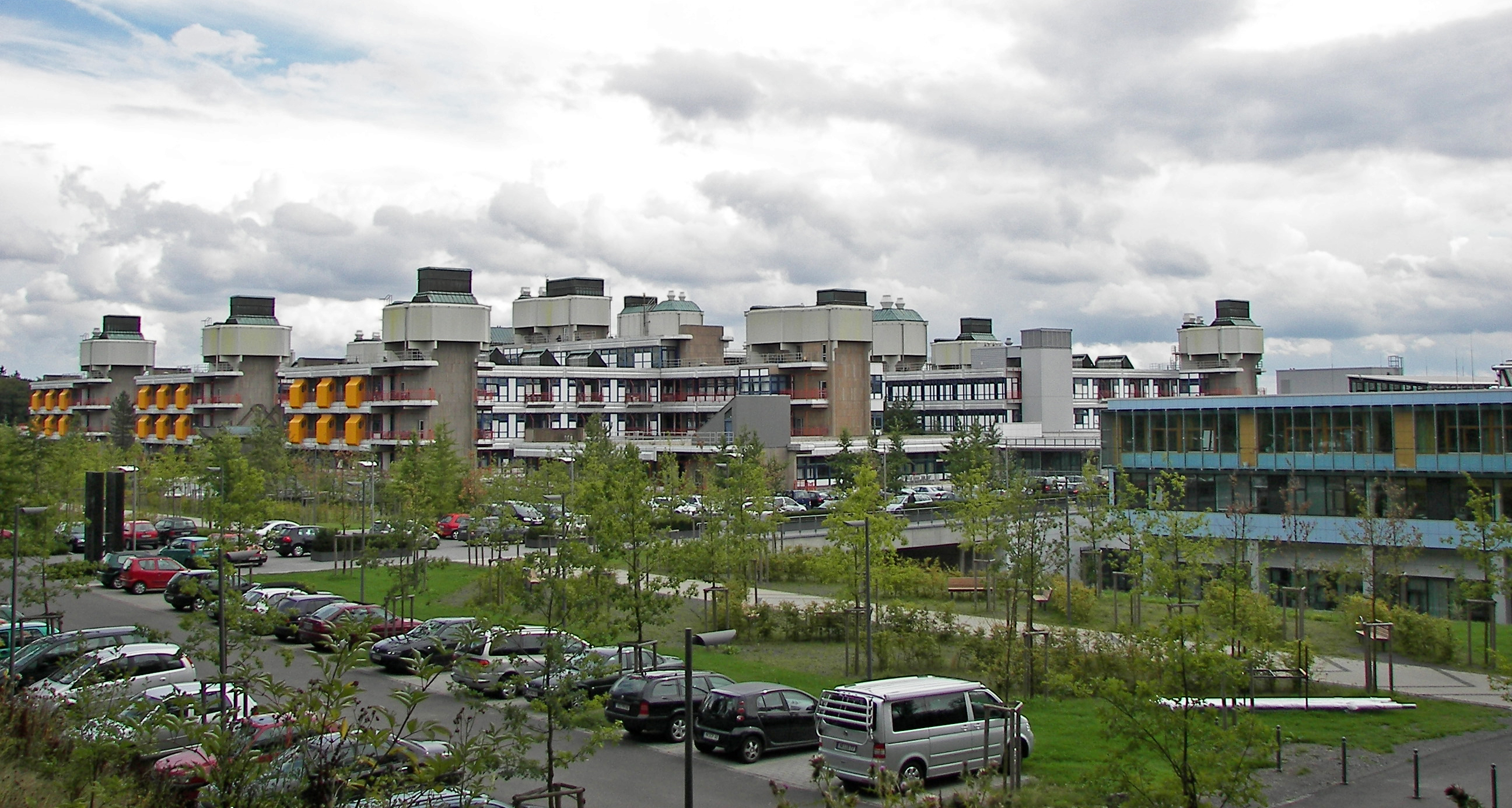
Sede de Marburgo
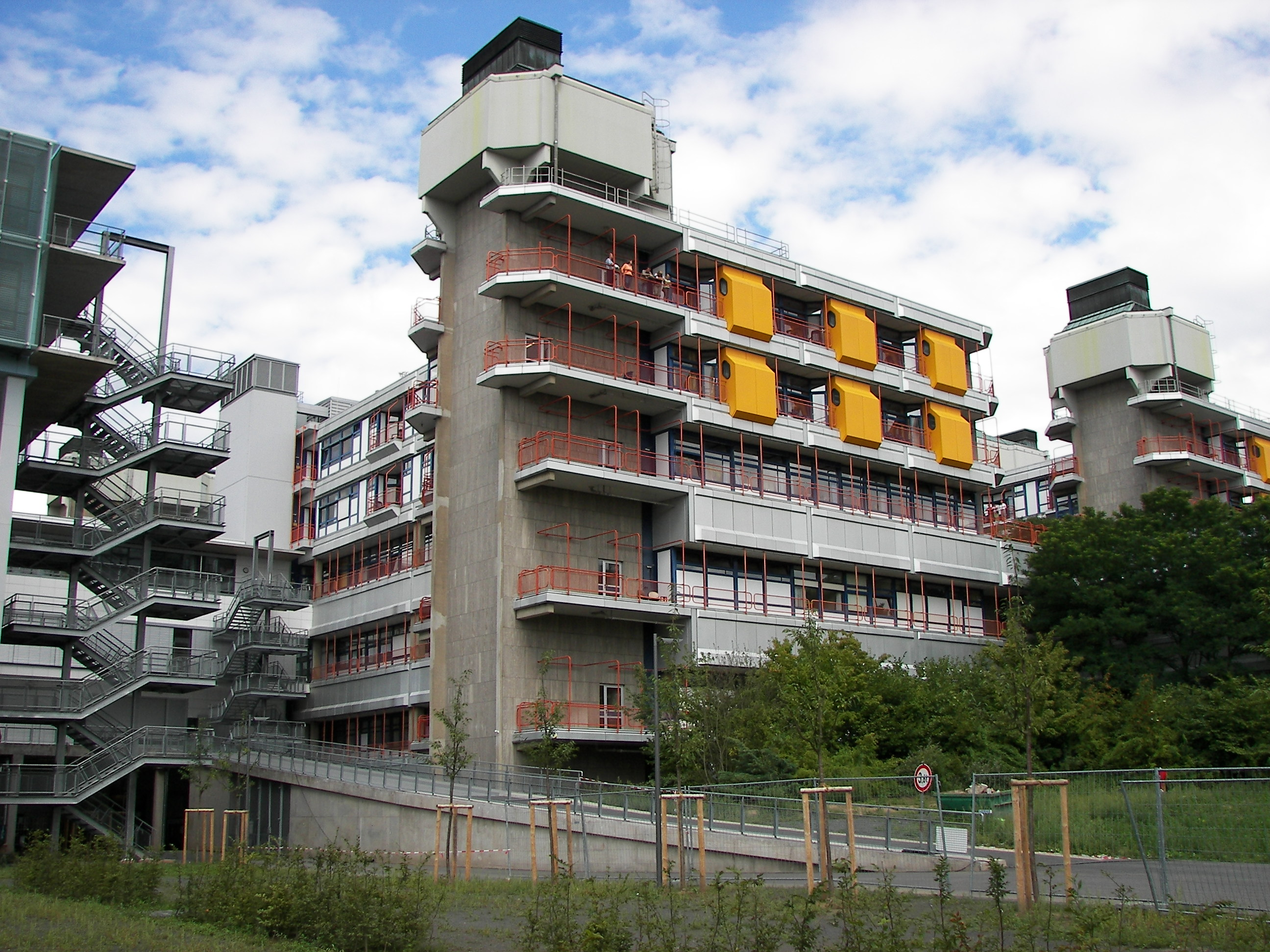
Sede de Marburgo
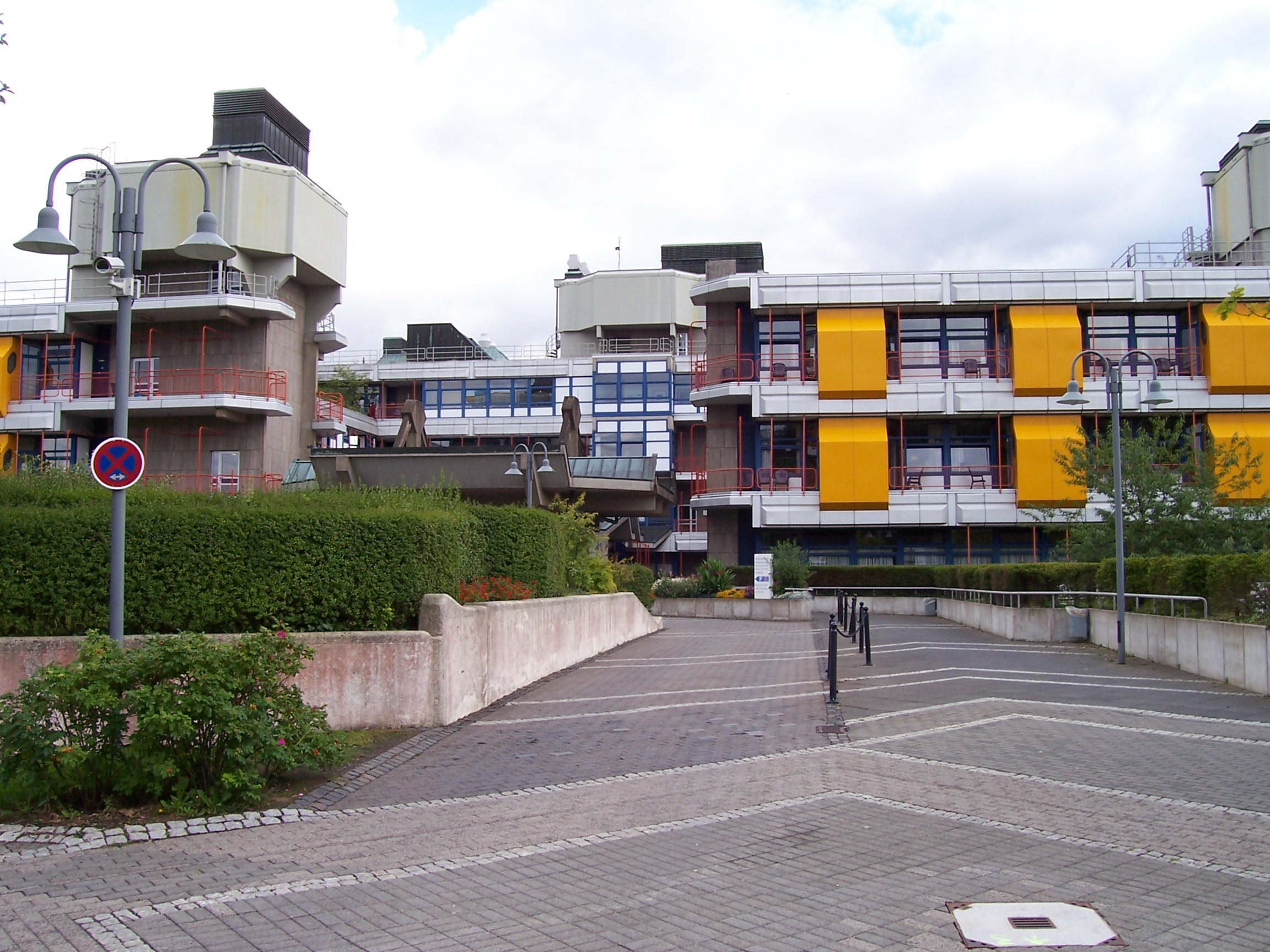
Sede de Marburgo